# Underhill
Underhill és una població dels Estats Units a l'estat de Vermont. Segons el cens del 2000 tenia 2.980 habitants, 1.055 habitatges, i 853 famílies. La densitat de població era de 22,4 habitants per km².